# 6235 Burney
6235 Burney è un asteroide della fascia principale. Scoperto nel 1987, presenta un'orbita caratterizzata da un semiasse maggiore pari a 2,2420840 UA e da un'eccentricità di 0,1416139, inclinata di 2,91690° rispetto all'eclittica.